# Église et monastère des Récollets (Québec)
Pour les articles homonymes, voir Église des Récollets.
L'église et monastère des Récollets est un ancien ensemble de bâtiments religieux et de jardins adjacents à la place d'Armes, situé à Québec, au Canada. La construction des bâtiments a débuté en 1671 et s'est poursuivie jusqu'en 1692.

## Histoire

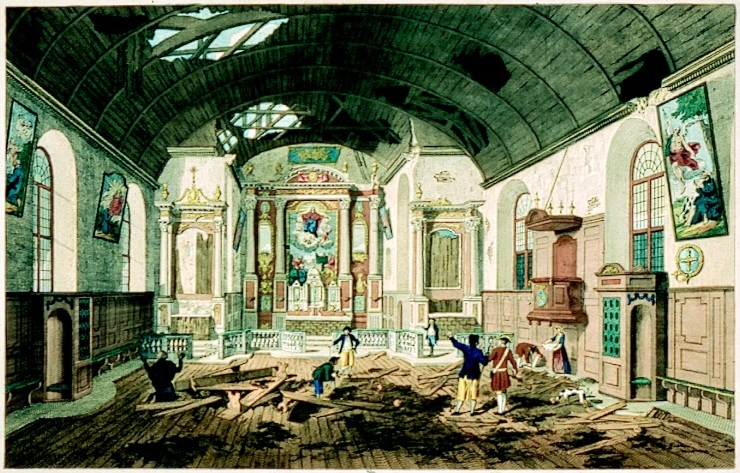
Vue de l’intérieur de l'église des Récollets - Richard Short - 1761

Partis de Honfleur sur le navire appelé le Saint-Étienne, qui était commandé par François Gravé, Sieur du Pont, les Récollets vinrent en Amérique pour répondre à l’appel de Samuel de Champlain. Celui-ci commença son œuvre par la fondation de Québec en 1608. L’arrivée de quatre Récollets en Nouvelle-France le 2 juin 1615 à Québec marqua le début de l'activité de la première communauté religieuse à venir s’établir sur le territoire de l’actuel Québec. Les Jésuites, en 1611, avaient déjà fondé quelque missions en Acadie. Les Récollets furent obligés de quitter Québec après la victoire des frères Kirke en 1629, mais revinrent s’établir à Montréal à l’invitation de Jean Talon en 1670. Ils élèvent leurs monastères à Montréal, Québec et Trois-Rivières, furent aumôniers militaires et chapelains du gouverneur; Louis de Buade de Frontenac qui résidait au château Saint-Louis avait également un logis dans le monastère. Les aumôniers accompagnaient les troupes pendant les campagnes et assuraient le service religieux. Ils n'avaient pas le droit de porter les armes, ni d’être faits prisonniers ou maltraités par l’ennemi. Ils se trouvaient des non-combattants selon une convention signée par plusieurs pays européens nommée communément le Cartel dans les écrits de l'époque. Aumôniers dans les forts éloignés, ainsi que dans les paroisses comme missionnaires et curés, les Récollets sont actifs dans la colonie, mais ils n'agissaient pas comme missionnaires et plusieurs Canadiens sont admis dans leurs rangs. La propriété des Récollets occupe alors presque tout le quadrilatère délimité par les rues des Jardins, Saint-Louis, Sainte-Anne et la place d'Armes. Au 18e siècle, la rue longe les jardins des Récollets et des Jésuites. On y retrouve une église et un couvent construits entre 1693 et 1722 qui seront la proie des flammes en 1796. En août 1759, l'église et le monastère ont été endommagés lors du siège de Québec (1759) qui a précédé la bataille des plaines d'Abraham. Après la conquête de 1760, le régime britannique interdit tout recrutement à la communauté au même titre que les jésuites ou les autres communautés masculines. Les Récollets évacuent l'endroit; et la chapelle est réparée et servira comme église protestante. Les catholiques l'utilisent également à tour de rôle pour leurs activités religieuses car plusieurs églises ont été détruites et ne seront réparées que quelques années plus tard. Cette situation de partage de l'église est loin de plaire aux protestants et aux catholiques. L'église et le monastère seront finalement détruits par un incendie en 1796 et le dernier prêtre récollet est mort en 1813, tandis que le dernier des frères s’est éteint en 1849.

## Avenir des communautés religieuses
La Compagnie des prêtres de Saint-Sulpice propriétaire du Vieux Séminaire de Saint-Sulpice voit également ses biens confisqués et une interdiction de recrutement. Le gouvernement de Londres voulait au Canada un clergé national, plus influençable; toutes les communautés féminines et masculines hors Nouvelle-France étaient interdites. Après le traité de Paris (1763), les communautés d'hommes, trop dépendantes de la France et de Rome, devaient s'éteindre comme les Récollets et les Jésuites. Ces Communautés ne pourraient plus recruter; même l'achat de livres scolaires devait passer par l'Angleterre. Leurs biens deviendraient la propriété de la couronne britannique. Les Britanniques avaient le contrôle total sur toutes les communautés religieuses et pouvaient décider de leur avenir et leurs biens. Le premier gouverneur du Canada, James Murray le démontre bien lorsqu'il préfère Jean-Olivier Briand, avec qui il s'était lié d'amitié, à Étienne Montgolfier (1712-1791) qui préfère remettre sa démission le 9 septembre 1764. Les communautés féminines furent tolérées parce qu'elles avaient pris soin de tous les blessés dans les hôpitaux même s'ils étaient anglais; mais leur avenir ne fut pas immédiatement assuré. D'autres événements extérieurs comme la rébellion de Pontiac et le début de la révolution américaine vinrent reléguer à arrière-plan les projets contre la langue française  et la religion catholique.